# Leptura aurulenta
Leptura aurulenta es una especie de escarabajo del género Leptura, familia Cerambycidae. Fue descrita científicamente por Fabricius en 1793.
Habita en Albania, Argelia, Alemania, Inglaterra, Austria, Bosnia y Herzegovina, Bulgaria, Córcega, Croacia, España, Francia, Grecia, Hungría, Irlanda, Italia, Luxemburgo, Polonia, Portugal, Rumania, Rusia europea, Eslovaquia, Eslovenia, Suiza, Chequia, Ucrania y Yugoslavia.
Mide 12-23 mm. El período de vuelo de esta especie ocurre en los meses de junio, julio y agosto.

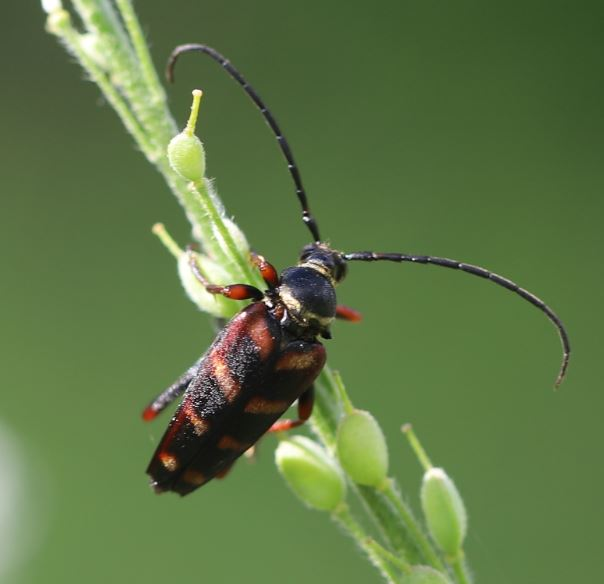
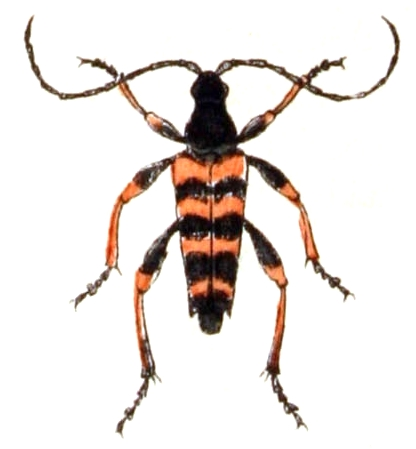
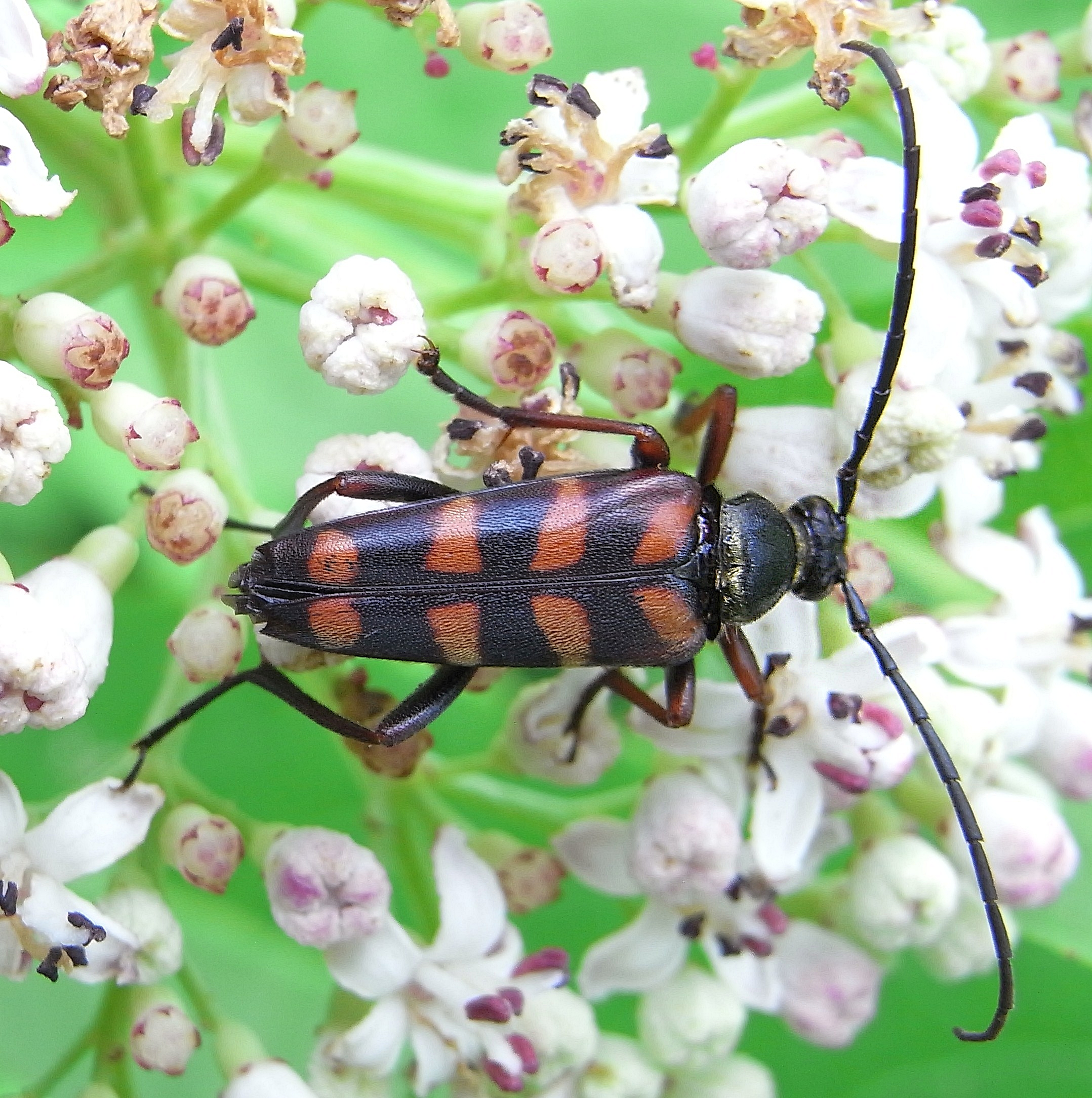
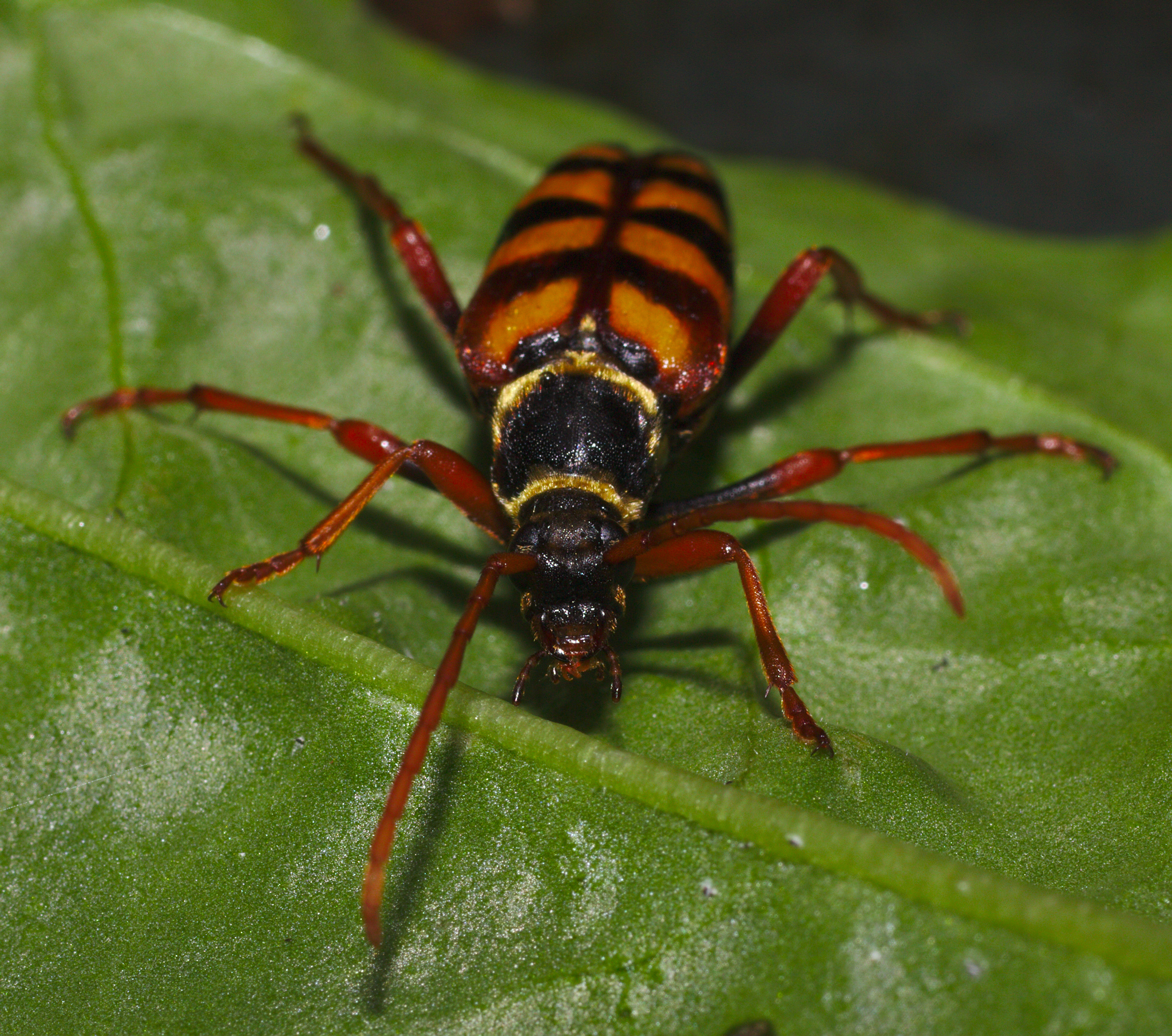